# كونوكو
كونوكو، هو نوع من المجوهرات المسيحية القديمة كيرلايت. وعادة ما يكون قرط مصنوع من الذهب. وتتكون من سلسلة دائرية رفيعة تتدلى منها كرة صغيرة, كما يمكن ان يكون على شكل قطرة ماء مقلوبة مع كرة معلقة في نهايتها.